# اندیس گارنت قرمز سفیدآبه
گارنت قرمز سفیدآبه یک اندیس غیرفلزی است که در  استان سیستان و بلوچستان قرار دارد و مادهٔ معدنی موجود در آن، گارنت است.سنگ میزبان این اندیس گارنت شیست است و دیرینگی آن به دوران کرتاسه بالایی می‌رسد.